# منظومة عرض مرئي فائق
منظومة العرض المرئي الفائق (بالإنجليزية: Super Video Graphics Array أو اختصارًا SVGA)‏ طريقة عرض مرئي على شاشة الحاسوب، مطوّرة عن منظومة العرض المرئي.